# SS Pennarossa
Az SS Pennarossa, teljes nevén Società Sportiva Pennarossa egy San Marinó-i labdarúgócsapat. A klubot 1968-ban alapították, jelenleg az első osztályban szerepel.

## Jelenlegi keret
| # |     | Poszt | Név                 |
| - | --- | ----- | ------------------- |
|   | SMR | K     | Gabriele Frisoni    |
|   | SMR | K     | Andrea Mariotti     |
|   | SMR | V     | Paolo Billi         |
|   | SMR | V     | Luca Francioni      |
|   | SMR | V     | Gabriele Giovannini |
|   | SMR | V     | Mauro Marani        |
|   | SMR | V     | Matteo Selva        |
|   | SMR | V     | Moris Tamburini     |
|   | SMR | V     | Matteo Zavoli       |
|   | SMR | KP    | William Albertini   |
|   | SMR | KP    | Maicol Berretti     |
|   | SMR | KP    | Massimo Broccoli    |
|   | SMR | KP    | Daniel Conti        |

| # |     | Poszt | Név                 |
| - | --- | ----- | ------------------- |
|   | SMR | KP    | Enrico Esposito     |
|   | SMR | KP    | Michele Marani      |
|   | SMR | KP    | Paolo Mariotti      |
|   | SMR | V     | Davide Nicolini     |
|   | SMR | KP    | Daniele Pazzini     |
|   | SMR | KP    | Tiziano Selva       |
|   | SMR | KP    | Daniele Zattoni     |
|   | SMR | CS    | Nicola Ciacci       |
|   | SMR | CS    | Gianluca Gualtieri  |
|   | SMR | CS    | Alessandro Pancotti |
|   | SMR | CS    | Arcangelo Taurisano |

## Sikerek
- Bajnok: 1

2004
- Coppa Titano: 2

2004, 2005
- San Marino Federal Trophy: 1

2003

## Nemzetközi szereplés
| Sorozat   | Mérkőzés | Gy | D | V | RG | KG |
| --------- | -------- | -- | - | - | -- | -- |
| UEFA-kupa | 2        | -  | - | 2 | 1  | 9  |

## Külső hivatkozások
- Hivatalos weboldal Archiválva 2011. február 9-i dátummal a Wayback Machine-ben
- A San Marinó-i Labdarúgó-szövetség oldalán Archiválva 2005. február 20-i dátummal a Wayback Machine-ben
- Keret Archiválva 2009. március 30-i dátummal a Wayback Machine-ben